# Bracon badachshanicus
Bracon badachshanicus är en stekelart som beskrevs av Vladimir Ivanovich Tobias och Saidov 1997. Bracon badachshanicus ingår i släktet Bracon och familjen bracksteklar. Inga underarter finns listade.